# Robert P. T. Coffin
Robert Peter Tristram Coffin, noto semplicemente come Robert P. T. Coffin (Brunswick, 18 marzo 1892 – Brunswick, 20 gennaio 1955) è stato un poeta e critico letterario statunitense.

## Biografia
Figlio di James William Coffin e Mary Coombs, studiò al Bowdoin College e all'Università di Princeton, prima di conseguire il dottorato di ricerca nel 1922 presso l'Università di Oxford, dove fu un Rhodes Scholarship. 
Dopo aver combattutto nella prima guerra mondiale, Coffin insegnò inglese alla Wells Preschool e poi letteratura al Bowdoin College. Nel 1936 vinse il Premio Pulitzer per la poesia per la sua raccolta Strange Holiness. Morì all'età di sessantadue anni nella sua città natale di Brunswick, stroncato da un infarto.